# Hoplocarida
Hoplocarida là một phân lớp giáp xác. Chỉ có các loài còn tồn tại là tôm tít (Stomatopoda), còn hai bộ khác từng sống trong Đại Cổ sinh là: Aeschronectida và Palaeostomatopoda.

## Hình ảnh

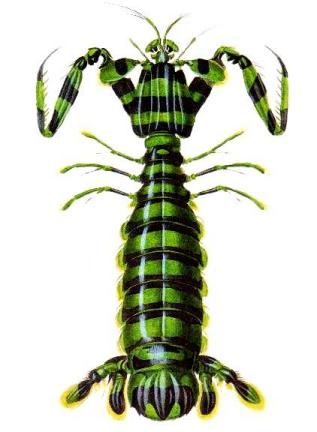
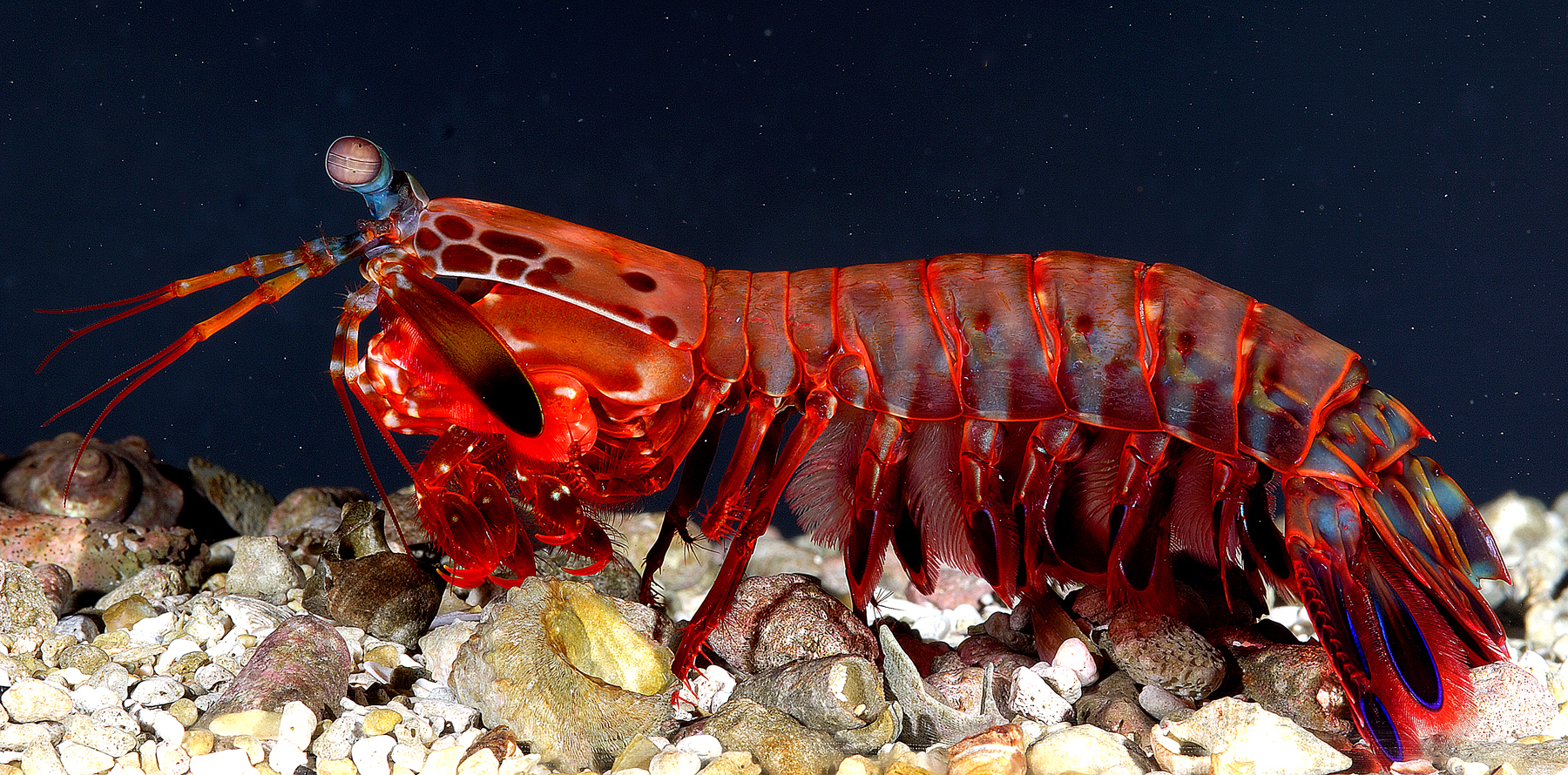